# Kiesgrube Flerzheim
Koordinaten: 50° 40′ 3″ N, 6° 59′ 22″ O

Naturschutzgebiet Kiesgrube Flerzheim (Mai 2014)

Das Naturschutzgebiet Kiesgrube Flerzheim liegt auf dem Gebiet der Stadt Rheinbach und der Gemeinde Swisttal im Rhein-Sieg-Kreis in Nordrhein-Westfalen. Das Gebiet erstreckt sich nördlich von Flerzheim, einem Stadtteil von Rheinbach, und östlich von Morenhoven, einer Ortschaft in der Gemeinde Swisttal. Südwestlich des Gebietes verläuft die Landesstraße L 163 und östlich die Kreisstraße K 53.

## Bedeutung
Das etwa  78,3 ha große Gebiet wurde im Jahr 1998 unter der Schlüsselnummer SU-064 unter Naturschutz gestellt. Schutzziele sind 
- der Schutz und Erhalt einer Seenlandschaft mit Röhrichtbeständen in einer Kiesgrube und
- die Entwicklung eines großflächig zusammenhängenden Feuchtgebietes im Übergang von der landwirtschaftlich intensiv genutzten Bördelandschaft zum Waldgebiet Kottenforst.[2]